# Município de Nottingham (Ohio)
O município de Nottingham (em inglês: Nottingham Township) é um município localizado no condado de Harrison no estado estadounidense de Ohio. No ano de 2010 tinha uma população de 324 habitantes e uma densidade populacional de 4,24 pessoas por km².

## Geografia
O município de Nottingham encontra-se localizado nas coordenadas 40° 15′ 52″ N, 81° 09′ 54″ O. Segundo a Departamento do Censo dos Estados Unidos, o município tem uma superfície total de 76.38 km², da qual 73,03 km² correspondem a terra firme e (4,38 %) 3,35 km² é água.

## Demografia
Segundo o censo de 2010, tinha 324 pessoas residindo no município de Nottingham. A densidade populacional era de 4,24 hab./km². Dos 324 habitantes, o município de Nottingham estava composto pelo 98,77 % brancos, o 0,31 % eram asiáticos e o 0,93 % eram de uma mistura de raças. Do total da população o 0,62 % eram hispanos ou latinos de qualquer raça.